# Woda hiperosmotyczna
Woda hiperosmotyczna tym mianem określa się wody mineralne i lecznicze, krzepnięcie których ma miejsce w temperaturze poniżej –0,55 °C, ciśnienie osmotyczne zaś jest wyższe od 7,7 · 10³ hPa.